# Misdrijf

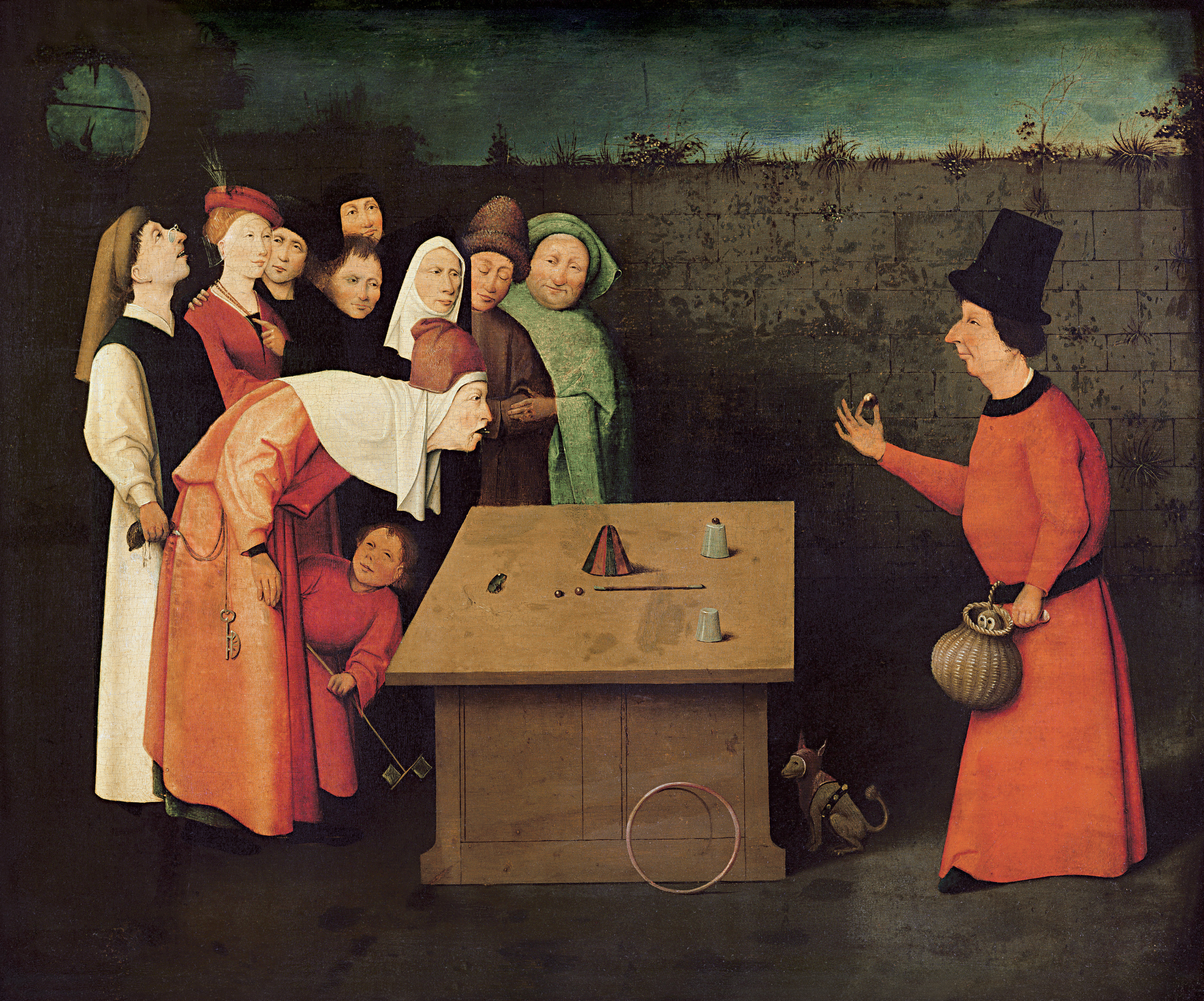
De goochelaar.
Terwijl een persoon uit het publiek vol ongeloof toekijkt, wordt zijn beurs gestolen door een man in priestergewaad en lorgnet, die achter hem staat. Terwijl hij dit doet kijkt de man naar de hemel. Alleen de metgezel van de modieus geklede dame schijnt er iets van te merken en wijst haar op de beurzensnijder.

De term misdrijf is een juridisch begrip, dat in het Belgische en Nederlandse strafrecht en overige wetten verschillende betekenissen heeft. In het algemeen gaat het om bepaalde gedragingen van een natuurlijke of rechtspersoon die door een meerderheid van de samenleving als dusdanig afwijkend van de algemeen geldende normen en waarden wordt gezien, dat strafbaarstelling door de staat noodzakelijk wordt geacht.

## Nederland
In het Nederlandse strafrecht is een misdrijf net als een overtreding een strafbaar feit. Overtredingen worden als een minder ernstige afwijking van de geldende normen beschouwd dan misdrijven. Wat betreft de strafbaarstelling kan op de zwaarste overtredingen echter wel een hogere straf staan dan op de lichtste misdrijven.
De meeste misdrijven staan omschreven in het Tweede Boek van het Wetboek van Strafrecht. Daarnaast staan er misdrijven in bijzondere wetten, zoals de Wegenverkeerswet 1994, de Arbeidsomstandighedenwet, Opiumwet, de Wet wapens en munitie en de Wet op de economische delicten.
Zie Strafrecht (Nederland) voor de toepasselijkheid van het Nederlandse strafrecht, de rol van de verschillende rechterlijke instanties, en het opleggen van straffen en maatregelen.
Voor voorbeelden van misdrijven zie misdrijven in het Wetboek van Strafrecht en de hiervoor genoemde wetten.
- Uit de Arbeidsomstandighedenwet:
  - Het door de werkgever in strijd handelen met de Arbeidsomstandighedenwet, terwijl hij weet dat daardoor levensgevaar voor één of meer werknemers te verwachten is.

## België
De term "misdrijf" is in het Belgisch strafrecht een overkoepelende term voor alle gedragingen die in strijd zijn met de strafwet en waarop een straf is gesteld. Een misdrijf bestaat traditioneel uit een materieel (de gedraging) en een moreel (de schuld) bestanddeel. Deze visie wordt door sommige auteurs echter op kritiek onthaald. Zo zou ze onvoldoende verfijnd zijn. De Leuvense misdrijfleer pleit dan ook voor het gebruik van vier constitutieve elementen, namelijk de delictstypiciteit, de wederrechtelijkheid, de schuld en de strafwaardigheid.

### Elementen voor het bestaan van het misdrijf
Vier elementen moeten aanwezig zijn zodat men kan spreken van een misdrijf:
1. delictstypiciteit
2. wederrechtelijkheid
3. schuld
4. strafwaardigheid

Als een van deze elementen ontbreekt, is er geen sprake van een misdrijf en kan men aldus niet worden vervolgd.

#### Delictstypiciteit
Delictstypiciteit omvat een materieel en een moreel bestanddeel. Elk misdrijf heeft een materieel en een moreel bestanddeel.

##### (a) Materieel bestanddeel
Het materieel bestanddeel wordt gevormd door een bepaalde handeling of een bepaald verzuim (dus ook door iets niet te doen kan het materieel bestanddeel worden vervuld).
Het materieel bestanddeel vereist dat er sprake is van een uiterlijk waarneembare gedraging die krenkend of gevaarlijk is voor de beschermde waarden of rechtsgoederen. Het materieel bestanddeel van het misdrijf moet voldoende afgeleid kunnen worden uit de delictomschrijving. Het materieel bestanddeel van het misdrijf opzettelijke slagen luidt in artikel 398 Sw. bijvoorbeeld: "Hij die (..) verwondingen of slagen toebrengt".
Niet enkel positieve daden, maar ook onthoudingen kunnen strafbaar worden gesteld, wat bijvoorbeeld het geval is bij schuldig verzuim uit art. 422bis Sw.: "hij die verzuimt hulp te verlenen of te verschaffen aan iemand die in groot gevaar verkeert, hetzij hij zelf diens toestand heeft vastgesteld, hetzij die toestand hem is beschreven door degenen die zijn hulp inroepen".

##### (b) Moreel bestanddeel
Elk misdrijf heeft een moreel bestanddeel (of schuldbestanddeel), zelfs indien de strafbaarstelling er niet expliciet een voorschrijft (in dat geval volstaat het algemeen opzet of onachtzaamheid, zie hieronder). Op deze regel bestaan er volgens het Hof van Cassatie geen uitzonderingen: er bestaan geen materiële misdrijven in het Belgisch strafrecht zonder een moreel bestanddeel (ook voor verkeersmisdrijven is bijvoorbeeld een moreel bestanddeel vereist).
Met betrekking tot de invulling van het moreel bestanddeel wordt er in de rechtsleer een onderscheid gemaakt tussen de schuldvormen 'opzet' (dolus) en 'onachtzaamheid' (culpa). Soms wordt er nog een derde categorie aan toegevoegd, 'schuld door wetsinbreuk'.

###### Opzet
Bij opzettelijke misdrijven wordt de vereiste van het moreel bestanddeel in principe vervuld wanneer er sprake is van 'algemeen opzet'. Dit houdt in dat men wetens en willens een verboden daad stelt of men verzuimt een geboden handeling te stellen. Wanneer de strafbaarstelling geen moreel bestanddeel voorschrijft, volstaat algemeen opzet. 
Niettemin kan de strafbaarstelling expliciet een 'bijzonder opzet' voorschrijven. In dit geval kan er gezegd worden dat de dader 'kwaad opzet' (dolus malus) had. Voorbeelden van bijzonder opzet zijn:
- bedrieglijk opzet: met het oogmerk om te bedriegen;
- met het oogmerk om te schaden;
- voorbedachte rade (vereist voor bijvoorbeeld moord): de dader heeft zijn handeling beraamd gedurende een zekere tijd die vooraf ging aan het strafbare feit;

Tot slot is er ook nog sprake van 'gans bijzonder opzet'. Een voorbeeld hiervan is gijzeling (artikel 347bis Sw.)): de vrijheidsberoving van het slachtoffer wordt verricht met de bedoeling dat deze borg staat voor de voldoening van een bevel of een voorwaarde (bv. losgeld). Zonder deze bedoeling is er slechts sprake van onrechtmatige vrijheidsberoving. 
De rechtsleer hanteert ook de volgende modaliteiten van het opzet:
- Rechtstreeks opzet 
  - bepaald opzet: de dader heeft zowel de handeling gewild als de gevolgen daarvan;
  - onbepaald opzet: de dader wil de daad en ook de gevolgen, maar de gevolgen zijn op dat ogenblik nog niet duidelijk bepaald;
- Onrechtstreeks opzet 
  - eventueel opzet: de dader wil de daad, heeft de gevolgen ervan voorzien en ze erbij genomen als nevenproduct van zijn gedraging.
- 'Had moeten weten'-criterium (bij bv. stalking)

###### Onachtzaamheid
Men spreekt van onachtzaamheid wanneer de dader de strafwet overtreedt uit gebrek aan voorzorg of voorzichtigheid. Onachtzaamheid is enkel strafbaar als de wet het uitdrukkelijk bepaalt.

#### Wederrechtelijkheid
Wanneer de dader geen rechtvaardigingsgronden kan inroepen, is de voorwaarde van wederrechtelijkheid vervuld. Er zijn vier omstandigheden waardoor een strafbaar feit zijn wederrechtelijk karakter verliest:
1. wettige verdediging
2. de noodtoestand
3. wettelijk voorschrift
4. hoger bevel van overheid

#### Schuld
Indien er geen schulduitsluitingsgronden bestaan waarop de dader zich kan beroepen, is voldaan aan de voorwaarde van schuld. De schulduitsluitingsgronden zijn:
1. overmacht of dwang
2. dwaling of onwetendheid

#### Strafwaardigheid
Bij een gebrek aan strafuitsluitende verschoningsgronden is de gedraging strafwaardig. Strafuitsluitende verschoningsgronden kunnen enkel worden aangenomen indien ze worden voorgeschreven door de wet, bijvoorbeeld:
1. de uitlokking is een strafverminderende verschoningsgrond bij doodslag;
2. de bloedverwantschap is een strafuitsluitende verschoningsgrond voor diefstal;
3. de aangifte bij de overheid vóór enige uitgifte van het valse geld en vóór enige vervolging door justitie is een strafuitsluitende verschoningsgrond voor valsmunterij.

### Overzicht
In België spreekt men van een kwantitatieve driedeling van strafbare gedragingen. Er zijn, wettelijk vastgelegd, drie categorieën van misdrijven, ingedeeld op basis van de straffen die op dat misdrijf staan:

Het misdrijf, naar de wetten strafbaar met een criminele straf, is een misdaad. 
Het misdrijf, naar de wetten strafbaar met een correctionele straf, is een wanbedrijf. 
Het misdrijf, naar de wetten strafbaar met een politiestraf, is een overtreding.
— Artikel 1 Strafwetboek

Om te weten in welke categorie een misdrijf valt, moet er gekeken worden naar de straf die de wet op het misdrijf stelt.
| Indeling van de misdrijven en hun straffen in het Belgisch strafrecht | |
| Misdrijf                                                              | Straf |
| Overtreding                                                           | Op een overtreding staat een politiestraf uitgesproken door een politierechtbank. Een politiestraf kan zijn: een geldboete (van 1 tot 25 euro, zonder opdeciemen), een gevangenisstraf (van 1 tot 7 dagen), een werkstraf (van 20 tot 45 uren) en/of een bijzondere verbeurdverklaring. Er bestaat discussie over de vraag of de elektronische enkelband een politiestraf kan uitmaken. |
| Wanbedrijf                                                            | Op een wanbedrijf staat een correctionele straf, uitgesproken door een correctionele rechtbank. De correctionele straf kan zijn: een geldboete van € 26 of meer, een gevangenisstraf (van 8 dagen tot 5 jaar), een werkstraf (van 46 tot 300 uren), een ontzetting van bepaalde politieke en burgerlijke rechten en/of een bijzondere verbeurdverklaring.                               |
| Misdaad                                                               | Op een misdaad staat een criminele straf, uitgesproken door een hof van assisen. De criminele straf kan zijn: een geldboete van € 26 of meer, opsluiting of hechtenis, tijdelijk van 5 tot 40 jaar (opgedeeld in zgn. strafvorken), of levenslang, een ontzetting van bepaalde politieke en burgerlijke rechten en/of een bijzondere verbeurdverklaring.                                |

### Wijzigen van categorie

#### Door de wet
Wanneer er sprake is van strafverzwarende omstandigheden (bijvoorbeeld geweld) of strafverminderende omstandigheden (bijvoorbeeld poging).

#### Tijdens het onderzoek
Een misdrijf kan van categorie veranderen door correctionalisering (misdaad wordt wanbedrijf) of contraventionalisering (wanbedrijf wordt overtreding) (zie het stuk over verzachtende omstandigheden). Bijvoorbeeld wanneer in de wet staat dat de schending gestraft kan worden met 10 jaar opsluiting, maar het Openbaar Ministerie besluit over te gaan tot correctionalisering, dan wordt dit een wanbedrijf, waardoor het feit nog met maximaal 5 jaar gevangenisstraf kan bestraft worden.
Na het invoeren van de wet Potpourri II in 2016 was het mogelijk om eender welk misdrijf te correctionaliseren. Voordien was dit enkel mogelijk voor misdrijven met een corresponderende gevangenisstraf van maximaal 20 jaar. De concrete verandering hield in dat bijvoorbeeld moord, waarvan de maximumstraf levenslange opsluiting/gevangenisstraf is, vanaf 2016 door de correctionele rechtbank kon worden berecht. Deze veralgemening werd echter vernietigd door het Grondwettelijk Hof bij arrest van december 2017 wegens strijdigheid met het gelijkheidsbeginsel (artt. 10-11 Gw.).

#### Door de rechtbank
De categorie van het misdrijf wordt definitief bepaald door de straf die wordt gevonnist.

### Belang
Het onderscheid is van (technisch) belang voor de procedureregels die gevolgd moeten worden. Het verschil tussen de voorlopige en definitieve aard van het misdrijf zou problemen kunnen scheppen. Een voorbeeld is de duur van de verjaringstermijn waarbinnen de straf gevorderd moet worden: voor overtredingen is dat 6 maanden, voor wanbedrijven 5 jaar, voor misdaden 10 of 15 jaar.
Het onderscheid is ook van belang voor een aantal regels van materieel strafrecht: er gelden voor de verschillende categorieën andere regels in verband met opzet, deelneming, poging, herhaling, samenloop.

## Common law
In de Verenigde Staten en andere landen met een common law-stelsel, kent men net zoals in België een driedeling: infractions zijn overtredingen, misdemeanors zijn wanbedrijven en felonies zijn misdaden. Daarnaast kennen common law-systemen het begrip tort dat wordt gebruikt voor gedragingen en (rechts)handelingen die afwijken van hetgeen tussen partijen is afgespoken, in het oud-Romeins recht het delict.